# Sheila Vand
Sheila Vand (Los Ángeles, 1985) es una actriz estadounidense, reconocida por su participación en la película dirigida por Ben Affleck Argo. Vand hizo su debut en el teatro de Broadway junto con Robin Williams en la obra de 2011 Bengal Tiger at the Baghdad Zoo. Ha trabajado con la cineasta Ana Lily Amirpour en varios proyectos cinematográficos.

## Filmografía

### Cine
| Año  | Película                         | Papel              | Notas                          |
| ---- | -------------------------------- | ------------------ | ------------------------------ |
| 2008 | In the Dark                      | Nahid              | Corto                          |
| 2009 | Peter and the Mischievous Hanky  | Bruja blanca       |                                |
| 2010 | Bold Native                      | Sonja              |                                |
| 2010 | Passing On                       | Diana              | Corto                          |
| 2010 | Ketab                            | Hermana de Saeed   | Corto                          |
| 2010 | Girlfriend                       | Esposa de Kenny    | Voz                            |
| 2011 | Pashmaloo                        | Farah              | Corto                          |
| 2012 | This Is Caroline                 | Deb                | Voz                            |
| 2012 | Argo                             | Sahar              |                                |
| 2014 | A Girl Walks Home Alone at Night |                    |                                |
| 2015 | Camino                           | Marianna           |                                |
| 2016 | Whiskey Tango Foxtrot            | Shakira El-Khourey |                                |
| 2016 | Holidays                         | Lily               | Segmento: "Mother's Day"       |
| 2016 | Women Who Kill                   | Simone             |                                |
| 2016 | Jimmy Vestvood: Amerikan Hero    | Leila              |                                |
| 2017 | XX                               | Carla              | Segmento: "The Birthday Party" |
| 2017 | 68 Kill                          | Monica             |                                |
| 2017 | Aardvark                         | Hannah             |                                |
| 2018 | We the Animals                   | Ma                 |                                |
| 2018 | Viper Club                       | Sheila             |                                |
| 2018 | Prospect                         | Inumon             |                                |
| 2019 | Triple Frontier                  | Lauren Yates       |                                |
| 2019 | She's Missing                    | Cherry             |                                |
| 2019 | The Rental                       | Mina               |                                |

### Televisión
| Año       | Título            | Papel               | Notas                                |
| --------- | ----------------- | ------------------- | ------------------------------------ |
| 2007      | Life              | Shahnaz Darvashi    | Episodio: "A Civil War"              |
| 2007–2012 | Prom Queen        | Courtney            | 27 episodios                         |
| 2012      | NYC 22            | Jasmeen             | Episodio: "Ransom"                   |
| 2013      | Cult              | Allegra Constantine | Episodios: "1987", "Flip the Script" |
| 2013      | Beverly Hills Cop | Leila               | Piloto                               |
| 2014      | The Red Tent      | Meryt               | Episodio: "Part 2"                   |
| 2014–2015 | State of Affairs  | Maureen James       | 13 episodios                         |
| 2015      | BoJack Horseman   |                     | Episodio: "After the Party"          |
| 2015      | Minority Report   | Fredi Kincaid       | Episodio: "Fredi"                    |
| 2017      | 24: Legacy        | Nilaa Mizrani       | 8 episodios                          |
| 2018      | The OA            | Yassi               | Episodio: "SYZYGY"                   |
| 2019      | Snowpiercer       | Zarah               | Papel recurrente                     |